# Glochidion obscurum
Glochidion obscurum är en emblikaväxtart som först beskrevs av William Roxburgh och Carl Ludwig von Willdenow, och fick sitt nu gällande namn av Carl Ludwig von Blume. Glochidion obscurum ingår i släktet Glochidion och familjen emblikaväxter. Inga underarter finns listade i Catalogue of Life.